# Rose Green (Lindsey)
Rose Green – przysiółek w Anglii, w hrabstwie Suffolk, w dystrykcie Babergh, w civil parish Lindsey. Znajduje się 19,6 km od Ipswich.